# Горње Стативе
Горње Стативе су насељено место у саставу града Карловца у Карловачкој жупанији, Република Хрватска.

## Историја
До територијалне реорганизације у Хрватској налазиле су се у саставу старе општине Карловац.

## Становништво
На попису становништва 2011. године, Горње Стативе су имале 385 становника.

## Попис 1991.
На попису становништва 1991. године, насељено место Горње Стативе је имало 526 становника, следећег националног састава:
| Попис 1991.‍  | Попис 1991.‍  | Попис 1991.‍ | Попис 1991.‍ | Попис 1991.‍ |
| ------------ | ------------ | ----------- | ----------- | ----------- |
|              |              |             |             |             |
| Хрвати       | Хрвати       |             | 507         | 96,38%      |
| Срби         | Срби         |             | 2           | 0,38%       |
| Албанци      | Албанци      |             | 1           | 0,19%       |
| Југословени  | Југословени  |             | 1           | 0,19%       |
| остали       | остали       |             | 1           | 0,19%       |
| неопредељени | неопредељени |             | 5           | 0,95%       |
| непознато    | непознато    |             | 9           | 1,71%       |
| укупно: 526  |              |             |             |             |